# Gare de Bloomington
La gare de Bloomington est une gare terminale de train et d'autobus de GO Transit située aux coins de Bloomington Road et de l'autoroute 404, dans l'extrême nord-est de Richmond Hill en Ontario. Cette gare dessert le quartier Oak Ridges de Richmond Hill et la ville de Whitchurch-Stouffville. La gare est le terminus nord de la ligne Richmond Hill à partir de juin 2021.

## Situation ferroviaire
La gare de Bloomington est située sur la subdivision Bala du Canadien National, à voie unique, entre les gares de Gormley et de Washago.

## Histoire
La construction de la gare a commencé en mars 2017, quelques mois après l'achèvement de la gare de Gormley, l'ancien terminus prolongé en décembre 2016,,.
La gare est mise en service le 28 juin 2021, et la route 61 de GO dessert la gare en dehors des heures de pointe, remplaçant le service de train vers la gare Union. 4 lignes locales d'autobus de York Region Transit sont également prévues dans un futur proche. Un budget de 82,4 millions $ a été alloué à ce projet. Un stationnement intérieur étagé est intégré à l'édicule de la gare. Ainsi, la gare est construite pour satisfaire aux exigences de la certification LEED Or.

## Service des voyageurs

### Accueil
La gare se compose d'une seule plateforme, un édicule, une boucle d'autobus, un parc relais, et 998 places de stationnement, dont 760 sont dans un parc de stationnement intérieur à 3 niveaux. Elle est située sur le côté sud du chemin Bloomington, sur le côté est de la voie ferrée du Canadien National, et à l'ouest de l'autoroute 404. Un futur site de stationnement de covoiturage est également réservé, qui serait géré par le ministère des Transports de l'Ontario.

### Desserte
À partir du 7 janvier 2023, trois trains partent de cette gare vers la gare Union de Toronto pendant la période de pointe du matin, et quatre trains en provenance d'Union terminent à cette gare pendant la période de pointe de l'après-midi.
Un service de bus est proposé en semaine, en dehors des heures de pointe, entre la gare de Bloomington et la gare Union de Toronto, à l'exception des gares d'Old Cummer et d'Oriole. À l'exception d'un trajet de bus tôt le matin depuis la gare de Richmond Hill, tous les trajets desservent les gares de Bloomington, Gormley, Richmond Hill, Langstaff et Union. Cette ligne ne propose pas de service de bus ou de train le week-end.

### Intermodalité
La ligne 61 de GO Transit remplace les trains de la ligne Richmond Hill en semaine hors pointe. Aucun autobus de York Region Transit ne dessert la gare. Le stationnement incitatif est disponible.
- 61 Richmond Hill
  - Direction sud vers le terminus d'autobus de la gare Union de Toronto